# Bojo galáctico

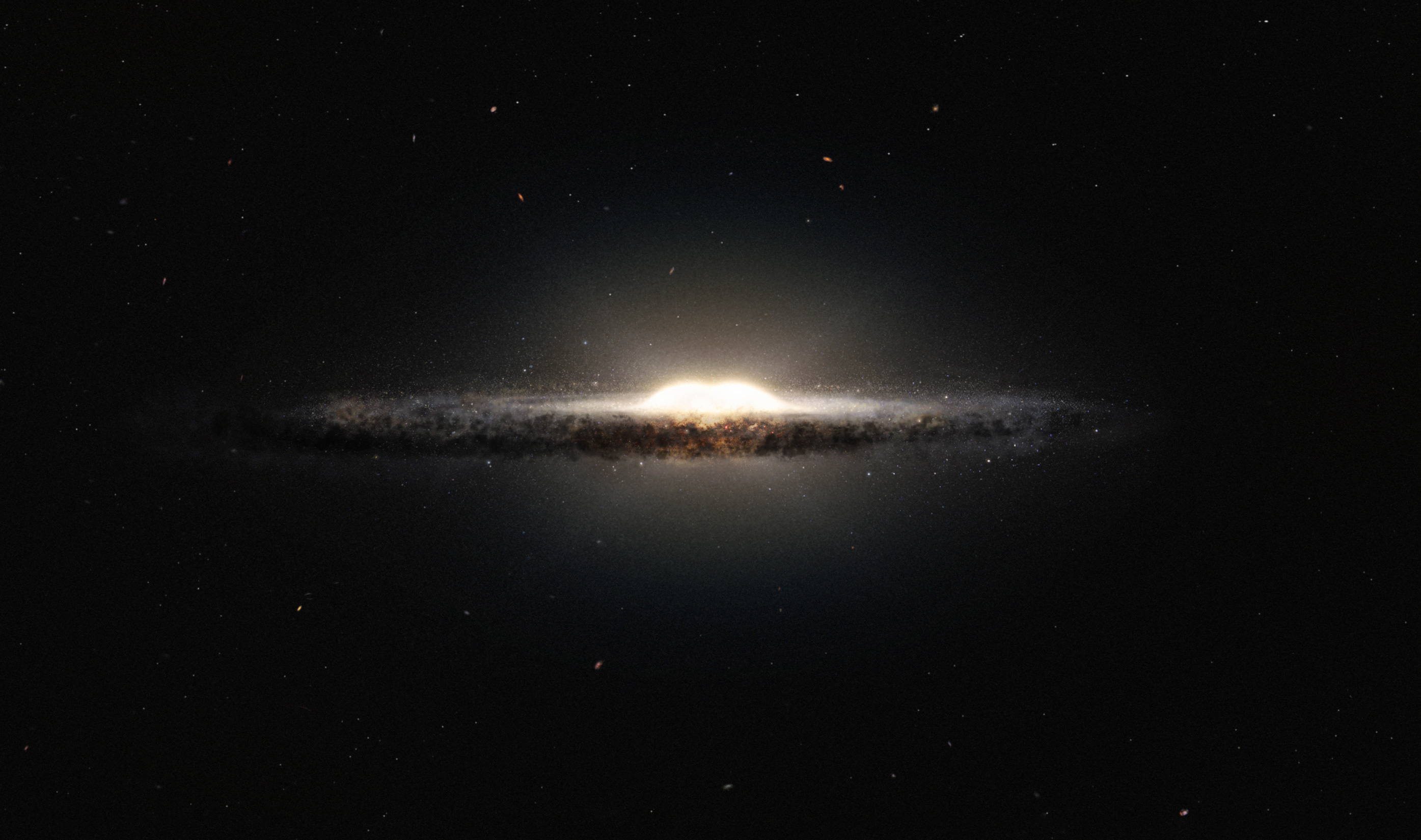
Impressão artística da protuberância central da Via Láctea

Na astronomia, um bojo galáctico (ou simplesmente bojo) é um grupo de estrelas bem compactado dentro de uma formação estelar maior. O termo refere-se quase exclusivamente ao grupo central de estrelas encontrado na maioria das galáxias espirais (ver esferoide galáctico). Os bojos eram historicamente considerados galáxias elípticas que tinham um disco de estrelas ao seu redor, mas imagens de alta resolução usando o Telescópio Espacial Hubble revelaram que muitos bojos estão no coração de uma galáxia espiral. Pensa-se agora que existem pelo menos dois tipos de bojos: bojos que são como elípticas e bojos que são como galáxias espirais.

## Bojos clássicos

Uma imagem de Messier 81, uma galáxia com um bojo clássico. A estrutura espiral termina no início do bojo

Os bojos que têm propriedades semelhantes às das galáxias elípticas são frequentemente chamadas de "bojos clássicos" devido à sua semelhança com a visão histórica dos bojos. Esses bojos são compostos principalmente de estrelas mais velhas, estrelas da População II e, portanto, têm um tom avermelhado (ver evolução estelar). Essas estrelas também estão em órbitas que são essencialmente aleatórias em comparação com o plano da galáxia, dando ao bojo uma forma esférica distinta. Devido à falta de poeira e gases, os bojos tendem a quase não ter formação de estrelas. A distribuição da luz é descrita por um perfil Sérsic.
Os bojos clássicos são considerados o resultado de colisões de estruturas menores. Forças e torques gravitacionais convulsivos interrompem os caminhos orbitais das estrelas, resultando em órbitas de bojos aleatórios. Se qualquer uma das galáxias progenitoras for rica em gás, as forças de maré também podem causar influxos para o núcleo da galáxia recém-fundida. Após uma grande fusão, as nuvens de gás são mais propensas a se converterem em estrelas, devido a choques (ver formação estelar). Um estudo sugeriu que cerca de 80% das galáxias no campo não possuem um bojo clássico, indicando que nunca experimentaram uma grande fusão. A fração de galáxias sem bojo do Universo permaneceu aproximadamente constante por pelo menos os últimos 8 bilhões de anos. Em contraste, cerca de dois terços das galáxias em aglomerados de galáxias densos (como o aglomerado de Virgem) possuem um bojo clássico, demonstrando o efeito disruptivo de sua aglomeração.

## Bojos semelhantes a discos

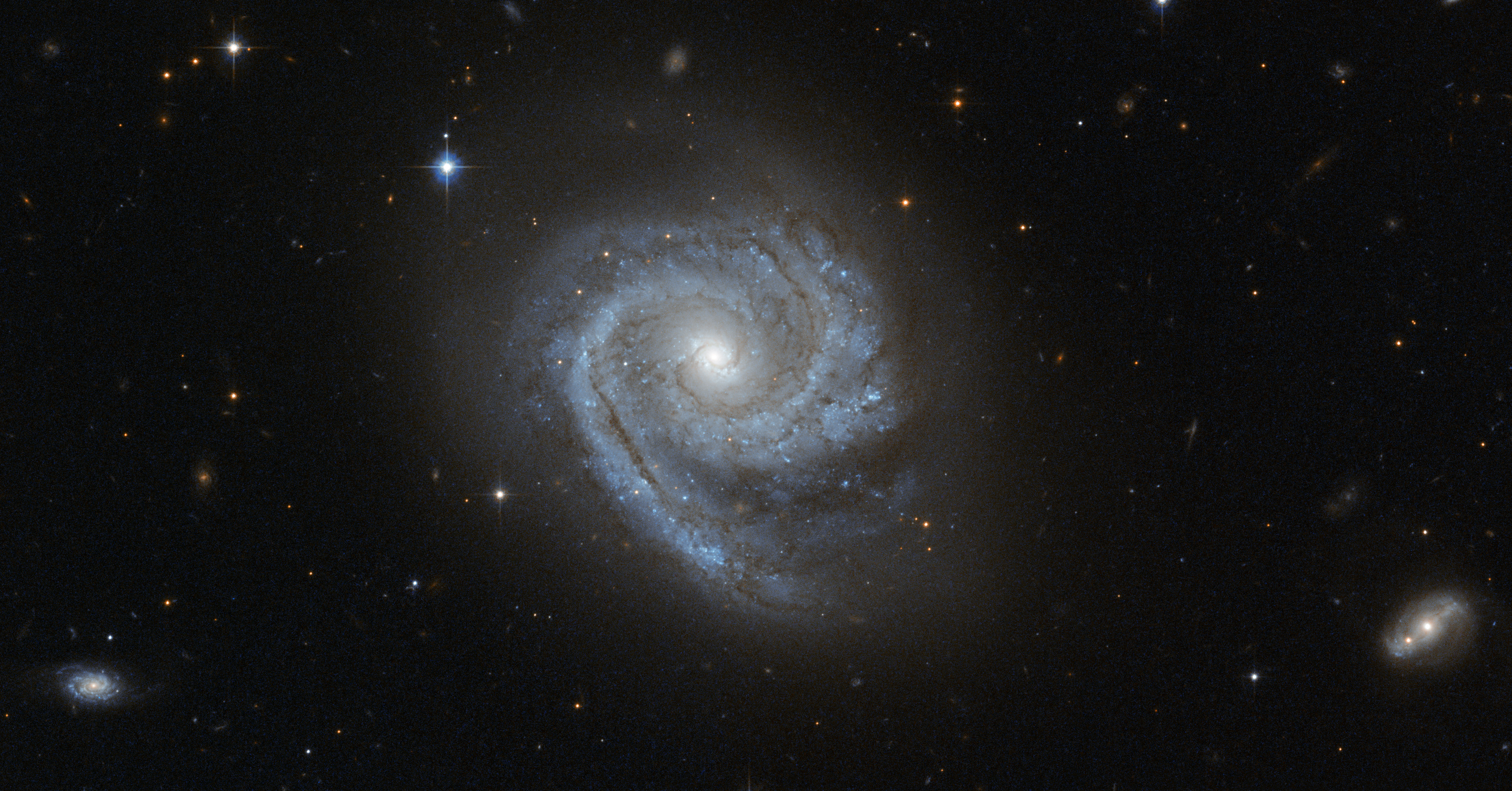
Astrônomos referem-se ao distinto bojo espiralado de galáxias, como ESO 498-G5, como bojos do tipo disco, ou pseudobojos

Muitos bojos têm propriedades mais semelhantes às das regiões centrais das galáxias espirais do que das galáxias elípticas. Eles são muitas vezes referidos como pseudobojos ou bojos em disco. Esses bojos têm estrelas que não orbitam aleatoriamente, mas orbitam de maneira ordenada no mesmo plano que as estrelas do disco externo. Isso contrasta muito com as galáxias elípticas.
Estudos subsequentes (usando o Telescópio Espacial Hubble) mostram que os bojos de muitas galáxias não são desprovidos de poeira, mas mostram uma estrutura variada e complexa. Essa estrutura geralmente se parece com uma galáxia espiral, mas é muito menor. Galáxias espirais gigantes são tipicamente de 2 a 100 vezes o tamanho das espirais que existem nos bojos. Onde existem, essas espirais centrais dominam a luz do bojo em que residem. Normalmente, a taxa na qual novas estrelas são formadas nos pseudobojos é semelhante à taxa na qual as estrelas se formam em galáxias de disco. Às vezes, os bojos contêm anéis nucleares que estão formando estrelas a uma taxa muito maior (por área) do que normalmente é encontrado em discos externos, como mostrado em NGC 4314 (veja a foto).

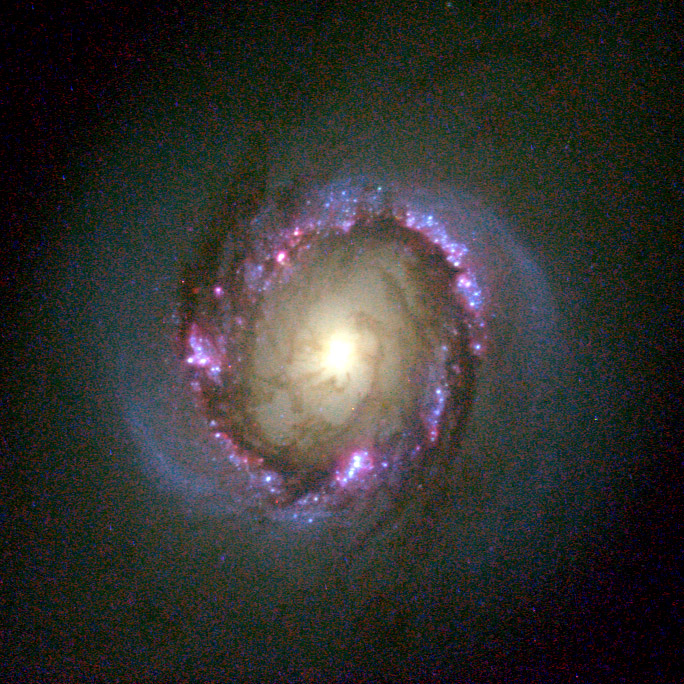
Região central de NGC 4314, uma galáxia com um anel nuclear formador de estrelas

Propriedades como estrutura espiral e estrelas jovens sugerem que alguns bojos não se formaram através do mesmo processo que fez as galáxias elípticas e os bojos clássicos. No entanto, as teorias para a formação de pseudobojos são menos certas do que aquelas para os bojos clássicos. pseudobojos podem ser o resultado de fusões extremamente ricas em gás que aconteceram mais recentemente do que aquelas fusões que formaram os bojos clássicos (nos últimos 5 bilhões de anos). No entanto, é difícil para os discos sobreviverem ao processo de fusão, lançando dúvidas sobre esse cenário.
Muitos astrônomos sugerem que protuberâncias que parecem semelhantes a discos se formam fora do disco e não são o produto de um processo de fusão. Quando deixadas sozinhas, as galáxias de disco podem reorganizar suas estrelas e gás (como resposta a instabilidades). Os produtos desse processo (chamado evolução secular) são frequentemente observados nessas galáxias; tanto os discos espirais quanto as barras galácticas podem resultar da evolução secular das galáxias de disco. Espera-se também que a evolução secular envie gás e estrelas para o centro de uma galáxia. Se isso acontecer, aumentaria a densidade no centro da galáxia e, assim, faria uma protuberância que possui propriedades semelhantes às das galáxias de disco.
Se a evolução secular, ou a evolução lenta e constante de uma galáxia, é responsável pela formação de um número significativo de bojos, então muitas galáxias não experimentaram uma fusão desde a formação de seu disco. Isso significaria então que as teorias atuais de formação e evolução de galáxias superestimam muito o número de fusões nos últimos bilhões de anos.

## Massa compacta central

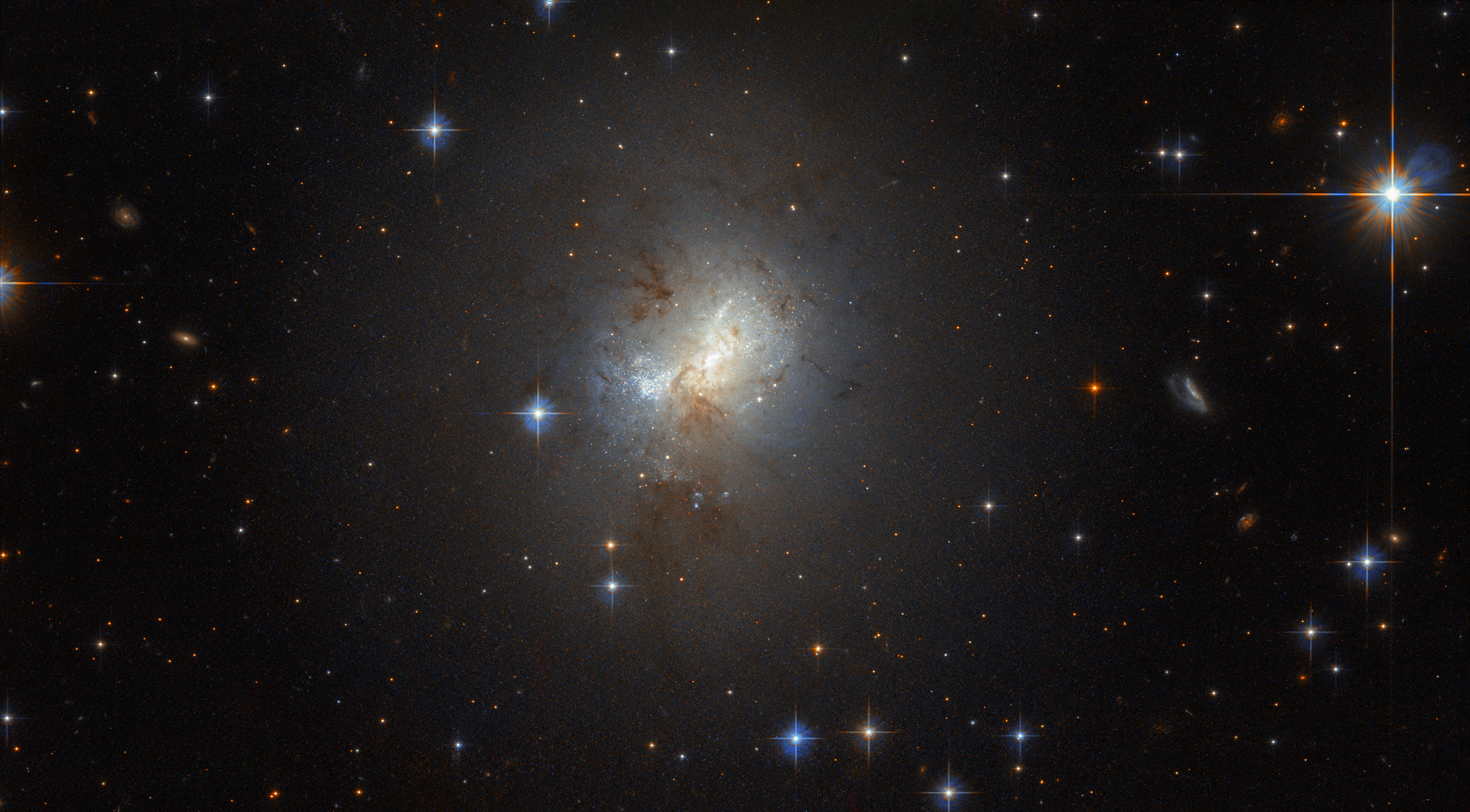
ESO 495-21 pode hospedar um buraco negro supermassivo, uma característica incomum para uma galáxia do seu tamanho

Acredita-se que a maioria dos bojos e pseudobojos hospedam uma massa compacta relativista central, que é tradicionalmente considerada um buraco negro supermassivo. Esses buracos negros, por definição, não podem ser observados diretamente (a luz não pode escapar deles), mas várias evidências sugerem sua existência, tanto nos bojos das galáxias espirais quanto nos centros das elípticas. As massas dos buracos negros correlacionam-se fortemente com as propriedades do bojo. A relação M-sigma relaciona a massa do buraco negro à dispersão da velocidade das estrelas do bojo, enquanto outras correlações envolvem a massa estelar total ou a luminosidade do bojo, a concentração central de estrelas no bojo, a riqueza do sistema de aglomerados globulares orbitando nos arredores distantes da galáxia, e o ângulo de enrolamento dos braços espirais.
Até recentemente, pensava-se que não se poderia ter um buraco negro supermassivo sem um bojo circundante. Galáxias que hospedam buracos negros supermassivos sem bojos acompanhantes já foram observados. A implicação é que o ambiente bojo não é estritamente essencial para a semeadura inicial e crescimento de buracos negros massivos.